# 広島中央保健生活協同組合

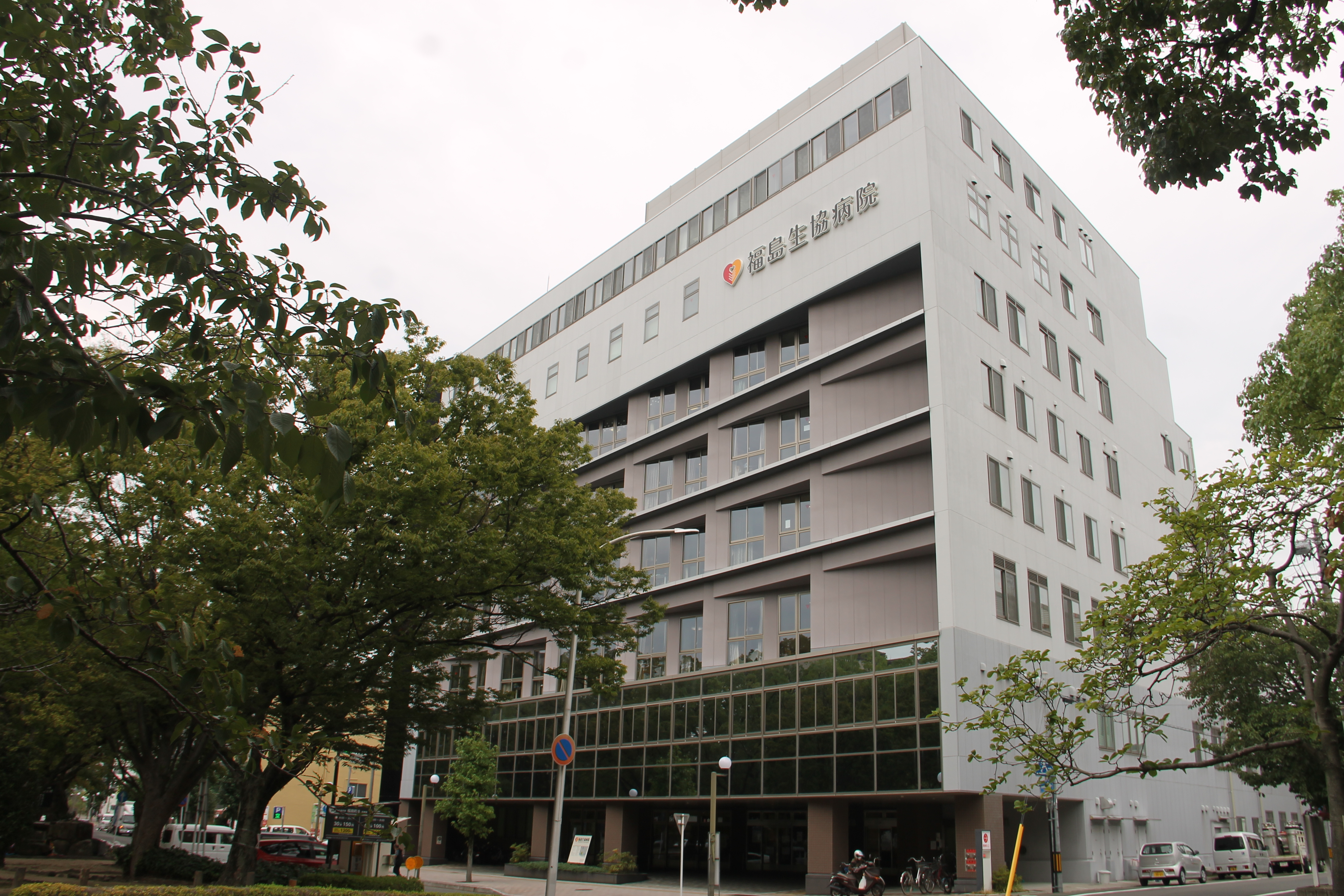
福島生協病院

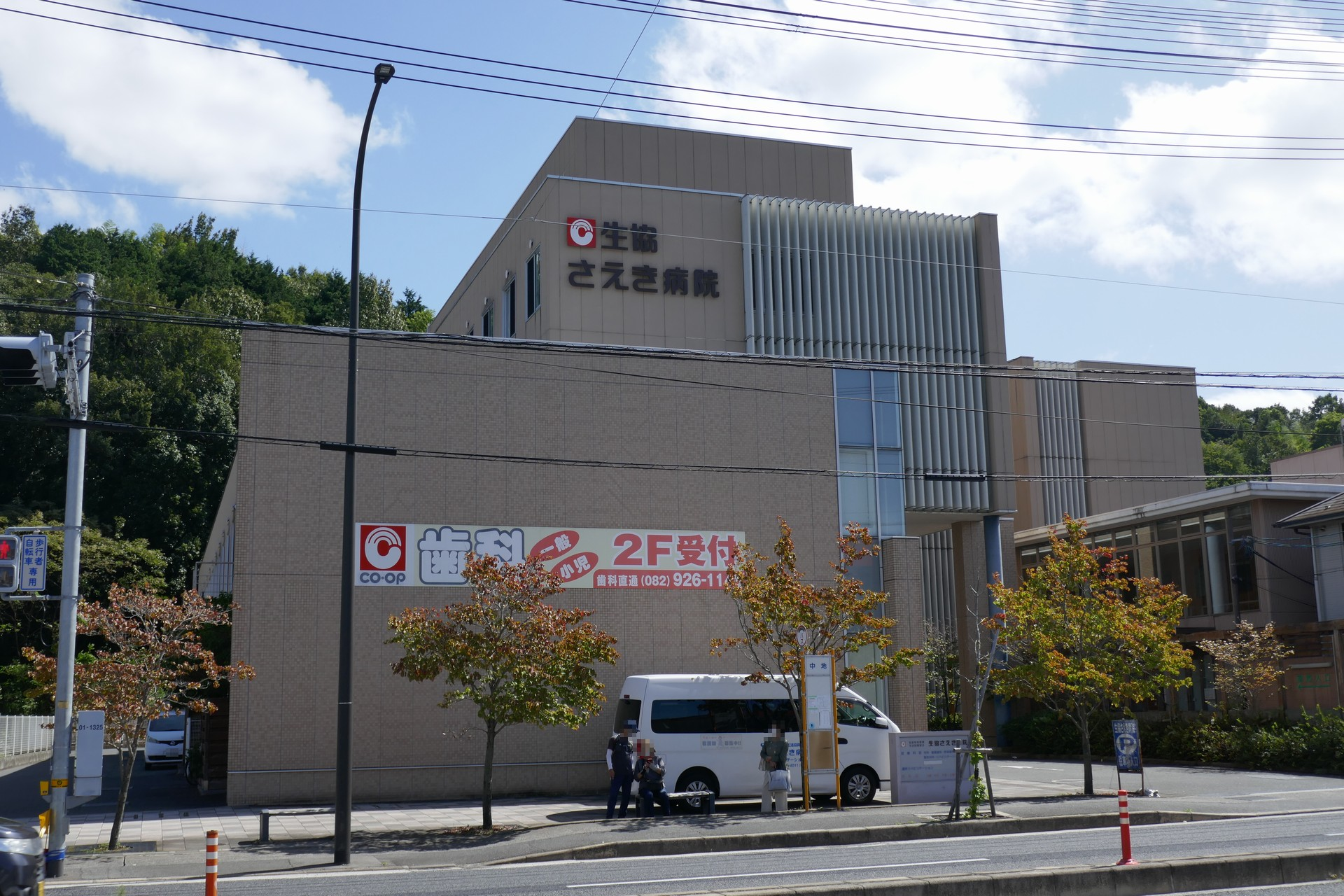
生協さえきびょういん

広島中央保健生活協同組合（ひろしまちゅうおうほけんせいかつきょうどうくみあい）は、広島県広島市西区に本部を置く医療生協である。

## 概要
２つの総合病院、3つの診療所、２つの歯科診療所、4つの訪問看護ステーションを運営している。
全日本民主医療機関連合会(民医連)加盟法人。

## 組合員数・出資金
組合員数：29,761人(2021年4月30日現在)
出資金：12億5,577万円(2021年4月30日現在)

## 病院
- 福島生協病院 - 広島市西区福島町1-24-7
- 生協さえき病院 - 広島市佐伯区八幡東3-11-29

## 医科診療所
- 草津診療所 - 広島市西区草津東1-11-43
  - 標榜診療科 - 内科[4]
- 生協小児科ひろしま - 広島市西区観音町16-19
  - 標榜診療科 - 小児科[4]
- コープ五日市診療所 - 広島市佐伯区千同1-25-36
  - 標榜診療科 - 内科[4]

## 歯科診療所
- 生協歯科ひろしま - 広島市西区観音町16-19 生協けんこうプラザ1F
  - 標榜診療科 - 歯科、小児歯科、矯正歯科[4]
- 生協さえき歯科 - 広島市佐伯区八幡東三丁目11-29
  - 標榜診療科 - 歯科、小児歯科

## 介護事業所
- 訪問看護ステーション生協コスモス - 広島市西区観音町16-19 生協けんこうプラザ3F
- 訪問看護ステーション草津かもめ - 広島市西区草津東1-11-19
- 訪問看護ステーションコープ五日市 - 広島市佐伯区千同1-25-36
- 訪問看護ステーションコープはつかいち - 廿日市市大野原1-2-10